# Kalendarium historii Eswatini

Flaga Eswatini (od 1968)

Kalendarium historii Eswatini – uporządkowany chronologicznie, począwszy od czasów najdawniejszych aż do współczesności, wykaz dat i wydarzeń z historii Eswatini.

## Czasy najdawniejsze
- ok. 250 000 p.n.e. – pierwsze ślady osadnictwa na terenach dzisiejszego Eswatini[1].
- ok. 40 000 p.n.e. – początek wydobycia żelaza w kopalniach Ngwenya[2].
- ok. 1 n.e. – przybycie ludów Sotho i Nguni na tereny Eswatini[1].

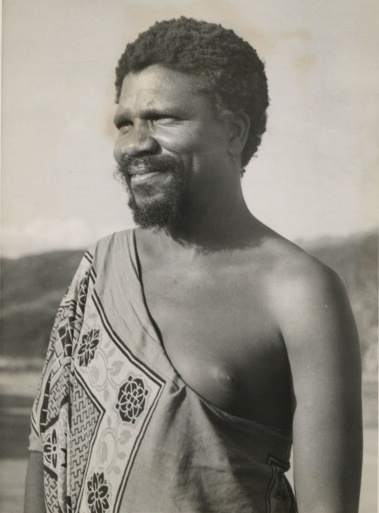
Sobhuza II

- 1840-1862 – panowanie Mswatiego II(inne języki)[1].

## Epoka kolonialna
- 1894 – Suazi uznaje zwierzchność RPA.
- 1899 – śmierć Ngwane V, narodziny Sobhuzy II[3].
- 1899-1902 – II wojna burska, niepokoje w regionie.
- 1903 – aneksja terenów Eswatini przez Wielką Brytanię.
- 1906 – utworzenie brytyjskiego Protektoratu Suazi[4].
- 1921 – objęcie samodzielnych rządów przez Sobhuzę II.
- 1963 – konstytucja dająca Suazi szeroką autonomię[1].

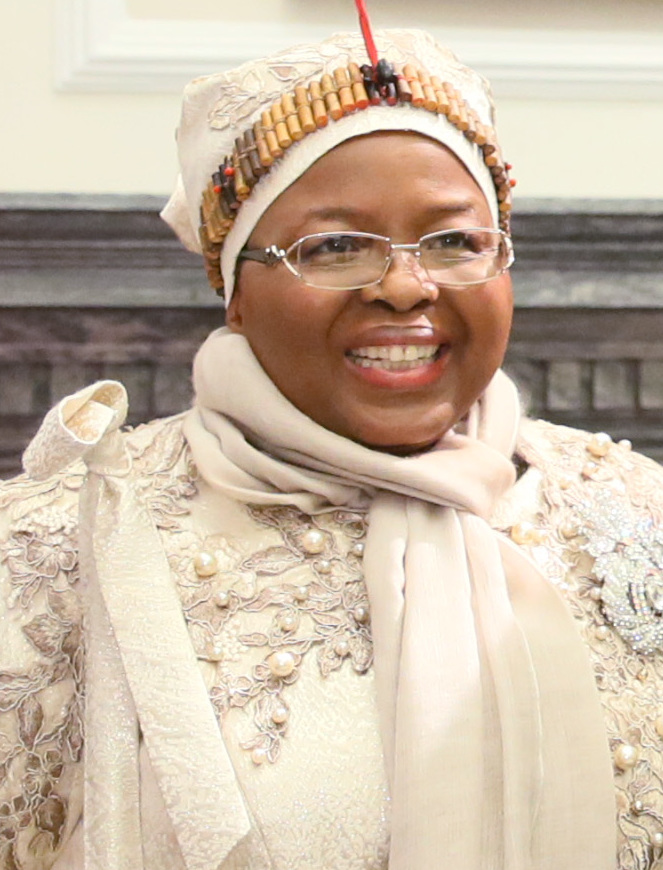
Ntombi

## Niepodległe Eswatini
- 1967 – Makhosini Dlamini zostaje pierwszym premierem państwa.
- 1973 – uchylenie brytyjskiej konstytucji państwa[3].
- 1968:
  - – uzyskanie pełni niepodległości od Wielkiej Brytanii.
  - – Rezolucja Rady Bezpieczeństwa ONZ nr 257, przyjęcie państwa do ONZ[5].
  - – narodziny Mswati III[6].
- 1978 – wprowadzenie monarchii absolutnej w państwie.
- 1979 – powstanie suazyjskiego parlamentu, pełniącego jedynie funkcje doradcze.
- 1982 – śmierć Sobhuzy II[3].
- 1986 – wstąpienie na tron Mswati III i Ntombi[6][7].
- 1992 – nowelizacja konstytucji.
- 2003 – śmierć Dzeliwe.
- 2005 – nowa konstytucja ograniczająca prerogatywy monarchy[6][1].
- 2018 – zmiana oficjalnej nazwy państwa z Suazi na Eswatini[7].
- 2023 – mianowanie Russella Dlamini na premiera Eswatini[8].